# Jhonny González
Jhonny González est un boxeur mexicain né le 15 septembre 1981 à Pachuca.

## Carrière
Passé professionnel en 1999, il devient champion du monde des poids coqs WBO le 29 octobre 2005 après sa victoire par arrêt de l'arbitre au 7e round face au thaïlandais Ratanachai Sor Vorapin. González conserve ensuite sa ceinture aux dépens de Fernando Montiel et Irene Pacheco puis perd par KO à la 7e reprise contre Gerry Peñalosa le 11 août 2007.
Le 8 avril 2011, il stoppe au 4e round le japonais Hozumi Hasegawa à Kōbe et s'empare du titre WBC des poids plumes, titre qu'il conserve le 9 juillet face à Tomas Villa (également au 4e round), puis contre Rogers Mtagwa le 15 septembre par arrêt de l'arbitre à la 2e reprise. Le 3 décembre 2011, il remporte une nouvelle victoire expéditive en battant dès le second round Roinet Caballero puis récidive contre Elio Rojas le 28 avril 2012, cette fois aux points. 
Jhonny González est en revanche battu aux points par Daniel Ponce de León le 15 septembre 2012 mais redevient champion WBC des poids plumes le 24 août 2013 après sa victoire au premier round contre Abner Mares. Il bat ensuite aux points Clive Atwell le 24 mai 2014 puis Jorge Arce par arrêt de l'arbitre au 11e round le 4 octobre 2014. Gonzalez cède son titre lors de sa 3e défense le 28 mars 2015 en s'inclinant au 4e round face à Gary Russell Jr.